# Битва за гору Ка-сан
Битва за гору Ка-сан произошла между силами ООН и Корейской народной армии (КНА) в начале Корейской войны и длилась с 1 по 15 сентября 1950 года в окрестностях Ка-сан (Южная Корея). Битва стала частью сражения за Пусанский периметр и одной из серии масштабных сражений, которые проходили одновременно. Битва закончилась победой сил ООН, после того как многочисленные силы США и южнокорейской армии (ROK) отразили мощную атаку северокорейцев.
В попытке захватить Тэгу в качестве части большого наступления на реке Нактонган 1-я и 13-я дивизии КНА наступали на горные массивы к северу от города, там они вступили в бой с 1-й американской кавалерийской дивизией и 1-й дивизией армии Южной Кореи (ROK). Северокорейцы стремились занять ряд горных вершин, особенно высоту 902, известную южнокорейцам как Ка-сан, за древнюю крепость, расположенную на её вершине.
В ходе двухнедельной битвы за крепость северокорейцам удалось постепенно выдавить силы ООН на юг с позиций на горе Ка-сан и высот 755 и 314. Тем не менее, силы ООН держались стойко, и северокорейцам не удалось быстро закрепиться на захваченных позициях. Войскам ООН удалось наладить цепкую оборону позиций, в бои на фронте был отправлен даже сапёрный батальон, благодаря чему дальнейшее наступление северокорейцев было сорвано, пока силы ООН не высадились в Инчхоне, что вынудило северокорейцев покинуть область.

## Предыстория

### Пусанский периметр

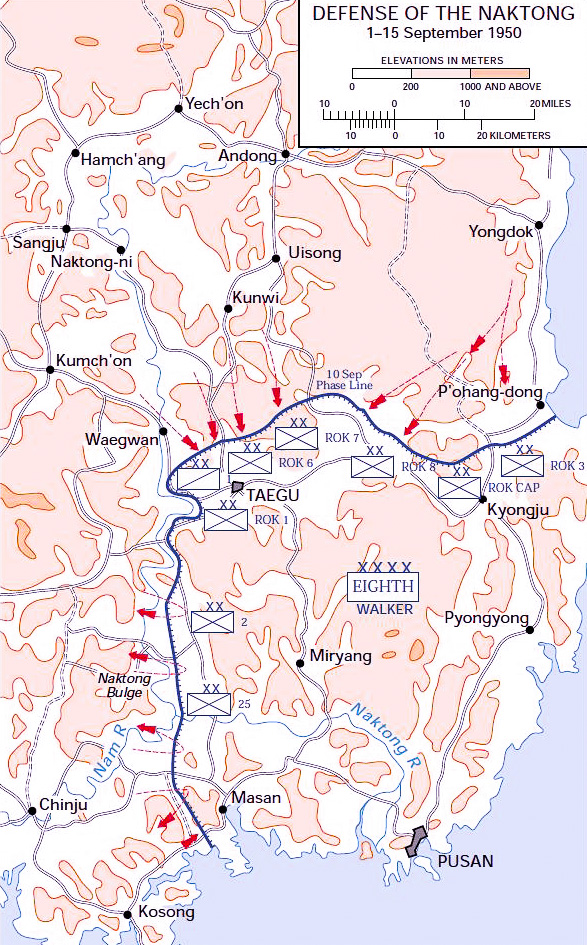
Карта Пусанского периметра в сентябре 1950, коридор Кёнджу в крайнем северо-восточном секторе.

После начала Корейской войны и вторжения северокорейцев на территорию Южной Кореи КНА обладала преимуществом в численности и вооружении над армией Южной Кореи (ROK) и силами ООН, направленных в Южную Корею, чтобы предотвратить её коллапс. Северокорейская стратегия заключалась в агрессивном преследовании сил ООН и ROK по всем направлениям, ведущим на юг, и в вовлечении их в бои, атаке с фронта и попытках обхода с обоих флангов (манёвром «клещи»), добиваясь окружения и отсечения противника, ввиду чего силам ООН приходилось отступать в беспорядке, часто бросая при этом большую часть снаряжения. Начиная с первоначального наступления 25 июня, в ходе июля и начала августа северокорейцы с успехом применяли свою стратегию, разбивая все силы ООН и отбрасывая их на юг. Однако после того, как силы ООН под началом командования восьмой армии США создали в августе Пусанский периметр, силы ООН удерживали непрерывную оборонительную линию вдоль полуострова, которую северокорейцы уже не могли обойти. Их численное преимущество сокращалось ежедневно, поскольку превосходящая система тылового обеспечения ООН доставляла войска и снаряжения силам ООН.
5 августа силы КНА приблизились к Пусанскому периметру. Северокорейцы предприняли схожую стратегию: фронтальное наступление с четырёх главных подходов к периметру. В течение августа 6-я и позднее 7-я северокорейские дивизии сражались с 25-й американской пехотной дивизией в битве при Масане. Первоначально северокорейцам удалось отразить контрнаступление сил ООН, затем они атаковали Комам-ни и высоту Бэтл-Маунтин. Хорошо оснащённым силам ООН, обладавшим большими резервами, удалось отражать периодические атаки северокорейцев. К северу от Масана 4-я северокорейская дивизия вступила в сражение с 24-й американской пехотной дивизией (см. первая битва за реку Нактонган). В ходе этой битвы северокорейцам не удалось удержать свой плацдарм на другом берегу реки, поскольку в бой вступали всё новые многочисленные американские резервы. 19 августа 4-я северокорейская дивизия потеряла половину своего состава и была отброшена за реку. В районе Тэгу три дивизии ООН в ходе т. н. битвы за Тэгу отбили несколько атак пяти северокорейских дивизий, наступавших на город. Особенно тяжкие бои разгорелись в долине Боулинга, где наступавшая 13-я северокорейская дивизия была почти полностью уничтожена при наступлении. На восточном побережье силам ROK в сражении за Пхохан удалось отразить атаки трёх северокорейских дивизий. По всему фронту северокорейцы терпели поражения, от которых так и не оправились, впервые их стратегия не сработала.

### Сентябрьское наступление
При планировании нового наступления северокорейское командование решило, что любые попытки обойти силы ООН с флангов невозможны ввиду господства американского флота. Вместо этого они выбрали наступление с фронта с целью прорвать и обвалить периметр, считая это своей единственной надеждой достичь успеха в сражении. Основываясь на советских разведданных, северокорейцы были осведомлены, что ООН накапливает силы у Пусанского периметра и вскоре пойдёт в наступление, если КНА не одержит победу. Вторичной целью было окружить Тэгу и уничтожить части ООН и ROKА, находящиеся в городе. В качестве части боевой задачи северокорейские части должны были сначала перерезать линии снабжения противника, ведущие к Тэгу.
20 августа северокорейское командование выпустило оперативные приказы для подчинённых им частей. Командование решило атаковать силы ООН одновременно с пяти направлений. Эти наступления должны были ошеломить защитников периметра, позволить северокорейцам прорвать линии, по крайней мере, в одной точке и принудить войска ООН к отступлению. Для этого были выделены пять боевых групп. В центре 1-я, 3-я и 13-я северокорейские дивизии должны были прорвать порядки первой американской кавалерийской дивизии и первой дивизии ROK, двигаясь на Тэгу
.

## Битва

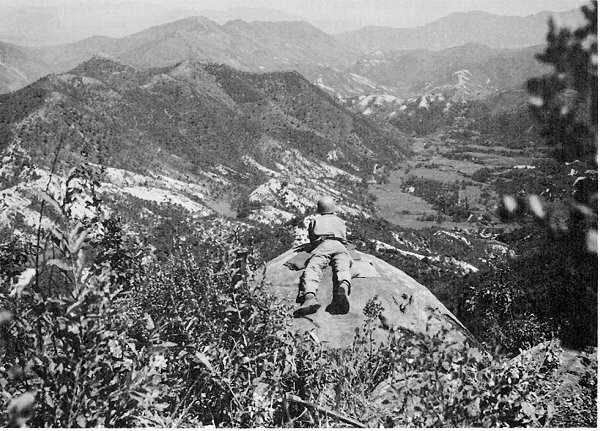
Наблюдатель 1-й кавалерийской дивизии смотрит за захваченной северокорейцами высотой 815. Битва при Табу-донг. Сентябрь 1950.

Части ООН и Северной Кореи были одновременно взаимно скованы в битве при Табу-донг и горе Ка-сан. В секторе горы Ка-сан северокорейский майор Кин Сон Жун из 19-го полка 13-й северокорейской дивизии 1 сентября перешёл на сторону сил ООН. Он рассказал, что 1 сентября в сумерках начнётся полномасштабная атака противника. По его словам, в состав 13-й северокорейской дивизии влились 4 тыс. чел. пополнения, 2 тыс. из них были без оружия, численность дивизии возросла до 9 тыс. чел. Получив эти сведения, командующий 1-й кавалерийской дивизией генерал-майор Хобарт Р. Гей поднял по тревоге все фронтовые части дивизии. Командир 1-й дивизии ROK генерал-майор Пэк Сонёп также изготовил своих людей к вражескому наступлению.

### Атака северокорейцев
Несмотря на предупреждение Кима, что северокорейцы атакуют в ночь на 2 сентября северокорейцы предприняли полномасштабное наступление в долине Боулинга к северу от Тэгу. Наступление застало врасплох 8-й кавалерийский полк, находящийся в Санджу. Дивизия растянулась по дороге в город и не успела развернуться, сил в резерве для эффективной контратаки было недостаточно. В ночь со 2 на 3 сентября северокорейцы атаковали высоту 448, защищаемую 2-м батальоном 8-го кавалерийского полка к западу от долины Боулинга и в 3,2 км к северу от Табу-донга и захватили её. На правом фланге рота Е хотя и не подверглась атаке, но оказалась отрезанной и была вынуждена отступать. Командир 3-го батальоном разместил роту I на блокирующей позиции к северу от Табу-донга, на которой её атаковали 3 сентября в 02.00 два северокорейских танка Т-34 и отряд северокорейской пехоты. Рота I понесла большие потери, но отразила атаку. Отступающий 2-й батальон прошёл через порядки 3-го батальона, который поспешно собирался на оборонительных позициях к югу от Табу-донга. В этот же день части 1-й дивизии КНА выбили взвод I&R 8-го кавалерийского полка и подразделение южнокорейской полиции из укреплённого лагеря на хребте 902 горы Ка-Сан в 6,4 км к востоку от Табу-донга. 3 сентября восьмая армия США и командование сил ООН потеряли Табу-донг и высоту 902 (местное название — гора Ка-Сан), господствующую высоту в 16 км к северу от Тэгу.
Теперь северокорейцы смогли сконцентрировать огонь артиллерии к северу от высоты 902 и, хотя её огонь был несилен и имел спорадический характер, был нанесён небольшой ущерб 99-му батальону полевой артиллерии. Этот внезапный прорыв северокорейцев на юг к Тэгу обеспокоил командующего восьмой армией генерал-лейтенанта Уолтона Уокера. Командование армии приказало отправить батальон ROK из центра подготовки и переформирования в Тэгу (Taegu Replacement Training Center) на позицию в тылу 8-го кавалерийского полка и 1-й кавалерийской дивизии, организованных в боевую группу Аллен, под командованием заместителя командующего дивизией бригадного генерала Фрэнка Аллена-младшего. Эта боевая группа состояла из двух временных батальонов, собранных из служащих штаба дивизии и технической поддержки, военного оркестра, роты подкрепления и других вспомогательных частей. Они должны вступить в бой в чрезвычайном случае, если северокорейцам удалось бы прорваться к окраинам Тэгу.

### Контрнаступление американцев на гору Ка-сан

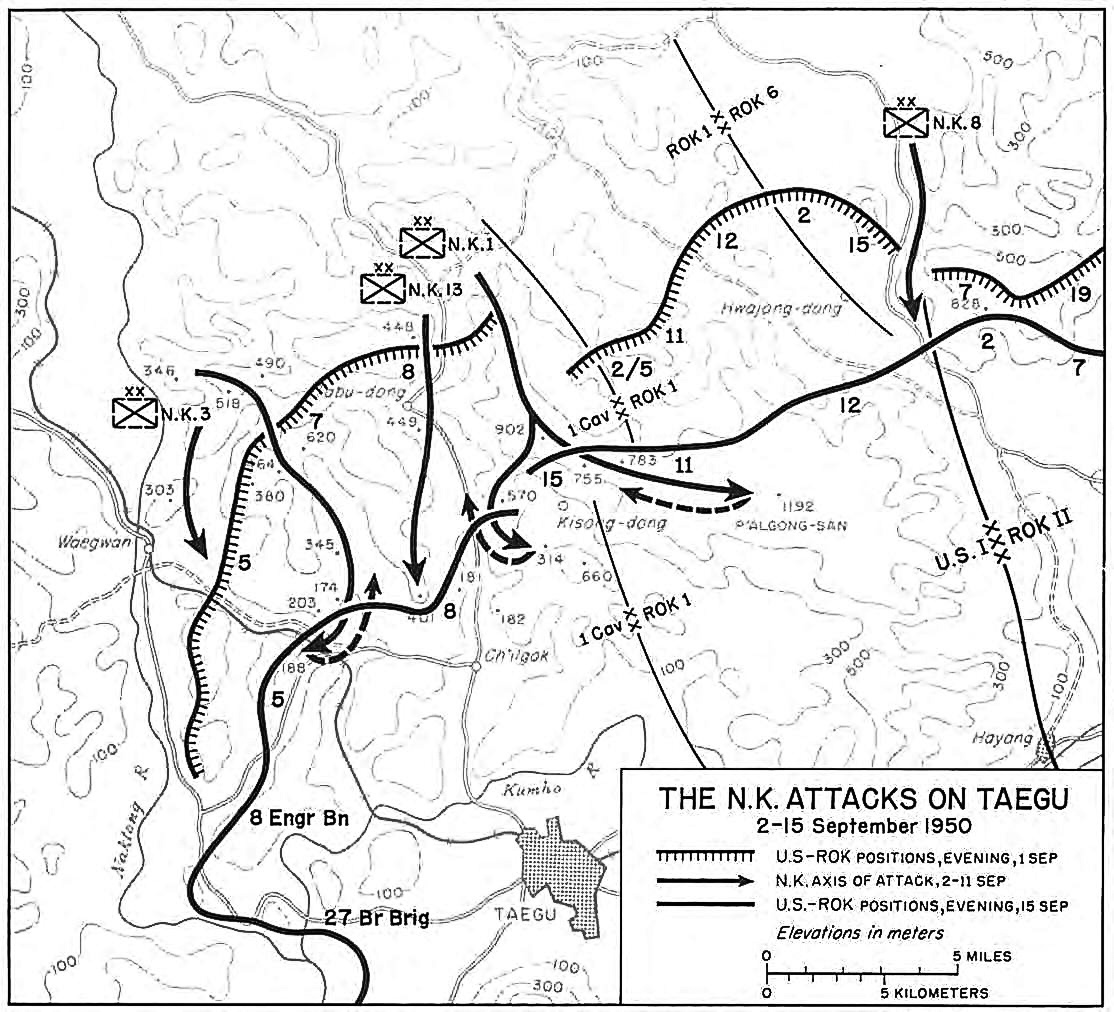
Северокорейское наступление на Тэгу, сентябрь 1950.

Командование восьмой армией решило встретить северокорейское наступление вниз по дороге на Табу-донг, для этого 1-й кавалерийской дивизии было приказано захватить и удерживать высоту 902, находящуюся в 16 км от Тэгу, с неё можно было обозревать все подходы на юге к позициям восьмой армии в городе. Благодаря обладанию высотой северокорейцы моли получать общую развединформацию и наводить артиллерийский и миномётный огонь. Высота 902 находилась слишком далеко от дороги на Табу-донг, чтобы доминировать над ней, всё же, с неё можно было контролировать главный путь связи. Тем не менее, северокорейцам пришлось использовать эту высоту только как наблюдательный пункт в связи с недостатком артиллерии и миномётов.
Никакого «укреплённого города», несмотря на его известность, на хребте Ка-сан в 1950 не было. Ка-сан или высота 902 возвышается на 910 м. Она отличается от большинства вершин гор в этой части Кореи тем, что на её вершине есть овальная площадка. Этот овал — часть хребта длиной в 1,6 км, ширина которого изменяется от 180 до 800 м, высота склонов изменяется от 902 м до прибл. 755 м на юго-восточной оконечности горы. Склоны обеих сторон хребта обрываются отвесно. В древние времена вокруг хребта была построена каменная стена высотой в 9,1 м, превратившая вершину в крепость. К 1950 г. большая часть вершины была покрыта густым кустарником и небольшими сосенками. На горе находились несколько террасных полей. Корейцы называли Ка-сан священной горой. Близ северной оконечности хребта стоял буддистский храм Погук.
Когда командование 1-й кавалерийской дивизии 29 августа приняло ответственность за бывший сектор 1-й дивизии ROK к северу от Тэгу, на вершину Ка-сан был отправлен патруль из состава взвода I&R. Там патруль обнаружил 156 бойцов южнокорейской национальной полиции. Гей и Уокер обсудили вопрос: кому следует принять ответственность за гору: 1-й кавалерийской дивизии армии США или 1-й дивизии ROK. Гей доказывал, что его неукомплектованная дивизия, удерживающая 35-км фронт, слишком растянута и не может растянуться ещё и на восток за холмами, примыкающими к дороге на Табу-донг. Неопределённая ситуация завершилась в полдень 3 сентября, когда северокорейцы захватили гору.
Командование восьмой армии проинформировало по телефону начальника штаба 1-й кавалерийской дивизии полковника Эрнста В. Холмса, что его дивизия несёт ответственность за укреплённый город. Холмс ответил, что пошлёт сапёрную роту на Ка-сан, и приказал командиру 8-го боевого сапёрного батальона подполковнику Уильяму С. Холли доложить полковнику Реймонду Д. Палмеру командиру 8-го кавалерийского полка. Этой ночью Палмер на своём командном пункте у дороги на Табу-донг обрисовал Холли и командирам роты D 8-го боевого сапёрного батальона и роты Е 8-го кавалерийского полка свой план наступления с целью возврата горы Ка-сан. Сапёрной роте под командой первого лейтенанта Джона Т. Кеннеди предстояло возглавить атаку. За ней шла рота Е. После захвата хребта рота Е должна была укрепиться, после этого сапёрная рота должна была покинуть гору. Большую часть роты D составляли ветераны-пехотинцы, сражавшиеся во второй мировой войне.
Вечером рота D погрузилась на грузовики, поехавшие через проливные дожди к области сбора на севере. На пути американцы повстречали два грузовика с южнокорейцами, направлявшиеся на юг, некоторые южнокорейцы были ранены. Это были полицейские, выбитые в полдень с горы вместе с отрядом взвода I&R. После ожидания под дождём приказов сапёрная рота повернула назад в лагерь.

### Атака сапёров
На следующее утро 4 сентября рота D получила приказ немедленно выдвигаться к горе Ка-сан, действуя в качестве отряда пехоты. У роты не было пищевых рационов, поскольку их должна была доставить рота Е 8-го кавалерийского полка и позднее — воду. Сапёрная рота прибыла в пункт сбора близ деревни Кисон-донг в 3,2 км к востоку от дороги на Табу-донг, где Холли оборудовал командный пункт. На тропе к подошве крутого склона горы Ка-сан люди попали под снайперский обстрел. Солдатам было сказано, что на горе находятся 75 дезорганизованных северокорейцев. На самом деле в полдень и вечер 3 сентября вершину горы занял 2-й батальон 2-го полка 1-й дивизии КНА.
В полдень 4 сентября сапёрная рота начала наступление, на гору двигаясь по тропе на южном склоне. Впереди одной колонной шёл первый взвод, за ним 2-й и 3-й. Палмер настолько важно расценивал задание, что самолично сопровождал сапёров вместе со своим офицером разведки капитаном Рене Дж. Жиро. Сержант 2-го взвода роты D Джеймс Н. Вэндгриф в краткой беседе с Холли, перед тем как пойти за своими бойцами по тропе, заявил, что считает наступление «самоубийственной миссией».
На протяжении тропы менее 1,6 км рота дважды попадала под пулемётный огонь с правого фланга, что привело к некоторым потерям. Кеннеди отказал Вэндгрифу в просьбе дать ему отделение, чтобы уничтожить вражеского пулемётчика, колонна продолжала продвигаться под огнём, пока солдаты 3-го взвода не подавили вражескую огневую точку огнём из пулемёта M1918 Browning. Выше по тропе колонна попала под обстрел другого северокорейского пулемёта, задержавшего продвижение, пока его не подавил огонь американской артиллерии. Колонна сошла с тропы, заканчивающейся тупиком, в овраг слева и продолжила подъём. На этой стадии подъёма два человека были убиты и восемь ранены от миномётного огня северокорейцев. Командира 2-го взвода скосила почечная колика, и он передал командование Вэндгрифу. Тот повёл свой взвод впереди роты по промоине и в 17.00 прошёл туннелем под небольшим хребтом и каменной на шарообразную вершину высоты 755, южного отрога хребта высоты 902. Вскоре прибыли 2-й и 3-й взводы, двигаясь таким же порядком. У вершины Палмер получил по радио приказы от Гея сойти с горы. Гей не знал, что Палмер сопровождает атакующих.

### Оборона Ка-сан
Кеннеди разместил 90 человек из своей роты по дуге с запада на северо-запад, 2-й взвод занял левый фланг у каменной стены, 1-й взвод занял позицию в центре у возвышения, заросшего лесом, 3-й взвод занял позицию на правом фланге у края леса. Достигнув вершины, командир 3-го взвода второй лейтенант Томас Т. Джонс увидел и услышал, что северокорейцы начали обстрел из миномётов с заросшего травой хребта на востоке. Он предложил Кеннеди вызвать огонь артиллерии по вражеским миномётам, но тот отказался. Кеннеди разместил свой командный пункт в туннеле под позицией 2-го взвода. Позиция роты D полностью находилась за каменной стеной. Стена была почти целой, за исключением северо-восточного сектора близ позиций 3-го взвода, где она рухнула и была покрыта кустарником и деревьями. Джонс указал своему взводному сержанту и командирам отделений, что хочет занять позицию на опушке леса перед северокорейскими миномётами, которых он видел за хребтом, покрытым травой. Несколько минут он потратил на переговоры с Кеннеди. Через несколько минут Джонс присоединился к своим людям на опушке. Они сказали ему, что взводный сержант и остаток взвода двигаются к хребту, заросшему травой. Один из солдат отделения позвал Джонса на опушку и показал ему на дюжину хорошо замаскированных северокорейских солдат, один из которых нёс пулемёт. Они спускались с узкого хребта перед позицией миномётов. Эта группа была отряжена в засаду, они залегли в одной трети расстояния от хребта.
Джонс решил отвести назад два других своих взвода, чтобы сформировать прочную линию. Ожидая, что вернётся всего лишь через несколько минут, он оставил позади своё радио SCR-300. Один взвод он нашёл, но другой выдвинулся дальше за пределы видимости. В то время как он осматривал местность и ожидал посланца, которого он отправил за последним взводом, северокорейцы атаковали позиции роты, оказавшиеся позади него. Предположив по шуму, что северокорейцы движутся по заросшему оврагу, расположенному между ним и ротой, он решил не возвращаться к третьему взводу. Джонс и оставшаяся часть взвода спустились по склону по оврагу слева.
Джонс и восемь человек, оставшиеся с ним, провели ночь в овраге, расположенном под самым хребтом. Оставшись без радио, он не мог связаться с ротой. Джонс полагал, что рота уничтожена или сброшена с горы. На следующий день американские самолёты нанесли удар по вершине горы, что укрепило его в мысли, что роты D там нет. Некоторым из его людей удалось вернуться к американским линиям, но сам Джонс и восемь его людей 10 сентября попали в плен к противнику у подошвы горы, когда они пытались просочиться назад через северокорейские линии. Этот отчёт 3-го взвода объясняет, почему рота D, несмотря на то, что к ней подошёл 3-й взвод, не участвовала в бою этим вечером и покинула хребет почти сразу после восхождения на вершину, причём ни Кеннеди, ни оставшаяся часть роты об этом не знали.

### Северокорейцы атакуют высоту 755
Через полчаса после того, как рота D достигла высоты 755, северокорейцы численностью до батальона предприняли атаку с хребта высоты 902 вниз по склону в южном направлении к высоте 755. Основная мощь атаки пришлась на второй взвод Вэндгрифа, который успел к тому времени расположиться и развернуть два своих пулемёта. Благодаря пулемётам и стенке высотой в 4,6 м, защищавшей левый фланг, роте D удалось отразить атаку, во 2-м взводе погиб один человек и трое были ранены. Этой ночью северокорейцы обстреливали роту из миномётов и предприняли несколько пробных атак. Не располагая связью с 3-м взводом, Кеннеди отправил патруль на предполагаемую позицию 3-го взвода. Патруль вернулся и сообщил, что из людей никто не найден, но были найдены ракетницы взвода и два лёгких пулемёта.

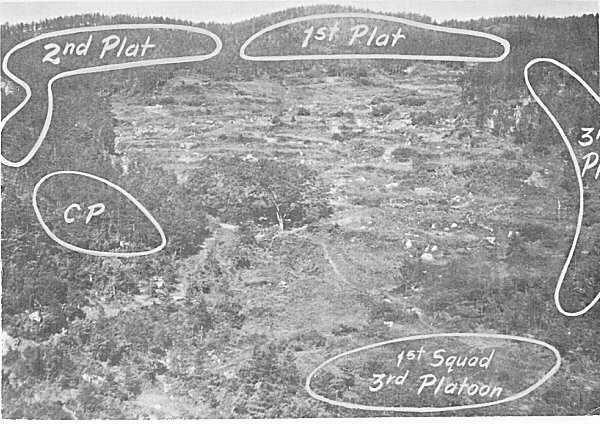
Оборонительная линия роты D на вершине высоты 755.

5 сентября на рассвете северокорейцы вновь атаковали. Сапёры отразили атаку, понеся небольшие потери. Радио Вэндгрифа было уничтожено огнём противника, ему пришлось использовать бегунов для связи с командным пунктом Кеннеди. Боеприпасы начали заканчиваться, к месту боёв прибыли три самолёта С-47, чтобы сбросить груз на парашютах. Кеннеди выставил оранжевые маяки, но северокорейцы установили схожие. Самолёты описали круг и в итоге сбросили пакеты с патронами на северокорейские позиции. Сразу же после выброски грузов прилетели два истребителя F-51 и обстреляли позиции роты D. Северокорейские знаки обманули не только транспортники, но и истребители. Истребители сбросили два бака с напалмом в пределах периметра роты D, но никто не пострадал. Ночью самолёты нанесли удар с бреющего полёта по позициям 2-го взвода, потерь не было. Вскоре после авианалёта северокорейцы вновь атаковали позиции американцев, Кеннеди был ранен огнём из ППШ в голень и щиколотку.
Между 10.00 и 11.00 передовой взвод роты Е 8-го кавалерийского полка прибыл на высоту 755 и прошёл в периметр роты D. Несколько сапёров обстреляли новоприбывших солдат из роты Е, прежде чем те назвали себя. Взвод роты Е занял позицию справа от Вэндгрифа. Кеннеди передал командование над объединённым отрядом командиру роты Е. Затем Кеннеди собрал 12 раненых и начал спуск с горы вместе с ними. Большую часть пути отряд подвергался обстрелу из стрелкового оружия. Утром группа корейских носильщиков, несущая грузы на А-образных рамках, возглавляемая американским офицером, начала подъём на гору. Однако несколько носильщиков были убиты огнём северокорейцев, и группа повернула назад.
За день до этого рота Е не успела присоединиться к роте D. Вскоре после того, как рота сапёров 4 сентября начала подъём по тропе, рота Е прибыла на командный пост Холли у подошвы горы. В это время северокорейцы обстреливали тропу из миномётов, и по этой причине командир роты отказался вести людей наверх. Холли доложил обстановку Палмеру, который назначил нового командира. Новый командир был ранен в ногу и Холли назначил третьего офицера, который в 20.00 начал подъём на гору с ротой Е. Перед рассветом северокорейский обстрел остановил роту в 460 м от хребта. Это была та самая рота, которая была отрезана наступлением 13-й северокорейской дивизии вечером 2 сентября. (Дальнейшее наступление 13-й дивизии привело к разгрому 2-го батальона к северу от Табу-донга). Двигаясь на соединение с полком, солдаты роты Е устали и вспоминали об этом окружении, их боевой дух упал.
Вскоре после того, как взвод роты Е присоединился к Вэндгрифу, северокорейцы вновь пошли в наступление. У пехотинцев роты Е не было миномётов — только лёгкое стрелковое оружие. В этой ситуации Вэндгриф вооружился 3,5-дюймовой ракетницей и стрелял из неё по наступающим северокорейцам, вынудив их прервать атаку. К этому времени у людей Вэндгрифа почти закончился боезапас. Он приказал солдатам собрать всё оружие и патроны у убитых северокорейцев. Благодаря этому американцы собрали 30—40 винтовок, 4 ППШ-41 и несколько ручных гранат.
В ходе сборов оружия Вэндгриф прошёл мимо окопа рядового первого класса Брауна, пулемётчика 3-го взвода. Браун находился на крайнем левом фланге позиции, в точке, где стена была всего лишь 1,8 м высотой. Под стеной близ позиции Брауна лежали 15—20 убитых северокорейцев. Ранее в этот день в 8.00 Кеннеди посетил Брауна и увидел пятерых северокорейцев, убитых Брауном из пулемёта BAR. Впоследствии Браун, расстреляв все патроны, использовал свои несколько гранат и в конце бил сапёрной лопаткой по головам северокорейцев, карабкавшихся на стену. Утром Браун был легко ранен в плечо, но перебинтовался и отказался оставить свою позицию.

### Эвакуация американцев с горы Ка-сан
В 13.30 Гей отдал приказ командованию 8-го кавалерийского полка отводить людей с горы Ка-сан. Гей полагал, что его сил недостаточно для удержания позиции и что у северокорейцев не хватит патронов, чтобы использовать высоту как наблюдательный пункт для корректирования артиллерийского и миномётного огня. Тем не менее, Холли не мог добраться до роты DЮ 8-го сапёрного батальона.
Снова начался дождь, вершину горы заволокло плотным туманом, что сильно сократило видимость. Северокорейцы вновь атаковали 2-й взвод и пехотинцев роты Е. Один из сапёров был ранен в горло и Вэндгриф отправил его на командный пункт роты. Сапёр вернулся и сообщил, что пункт покинут, никого нет, кроме убитых северокорейцев. Вэндгриф отправился к унтер-офицеру, командовавшему ротой Е, и доложил ему ситуацию. Два командира решили отступать.
Когда Вэндгриф и его люди начали спускаться с горы, северокорейцы стали обстреливать взвод со всех направлений. Командиры отделений начали ломать оружие, которое взвод не мог унести с собой. Они обнаружили, что Браун убит. Вэндгриф приказал своим людям не снимать опознавательных медальонов с убитых, которых они оставили на позициях, поскольку позднее медальоны стали бы единственным средством идентификации. Вэндгриф собрал своих людей в V-образную формацию и повёл их с горы по той же тропе, по которой они поднимались, собирая раненых по дороге вниз.
В полдень у подошвы горы Холли и другие увидели солдат роты Е, спускавшихся с горы, а позднее — сапёров. Каждая группа полагала, что они последние из выживших, и давала запутанные противоречивые показания. Когда собрались все оставшиеся солдаты роты D, Холли обнаружил, что рота потеряла половину людей. 18 человек были ранены, а 30 пропали без вести.

### Консолидация северокорейцев
4 сентября близ горы Ка-сан солдаты 1-й дивизии ROK захватили в плен северокорейца, который показал, что на горе находится около 800 человек и ещё три батальона подходят к ним с севера. Роте сапёров удалось только быстро построить периметр в пределах зоны, контролируемой северокорейцами. К вечеру 5 сентября северокорейцы захватили гору Ка-сан, на вершине и передовом склоне по подсчётам находилось пять батальонов общей численностью около 1,5 тыс. чел. По сообщениям в течение дня на вершину горы периодически поднималась воловья упряжка с 82-мм минами и рисом. Спустя несколько дней эта упряжка была захвачена 1-й дивизией ROK к югу от горы Ка-сан. К 10 сентября с самолёта-корректировщика T-6 Mosquito на хребте горы было замечено 400—500 северокорейцев.
Обладая горой Ка-сан, 13-я и 1-я северокорейские дивизии были готовы двинуться дальше на Тэгу. 6 сентября на следующий день после отхода американцев с Ка-сана северокорейцы установили блок-пост в 4, 8 км ниже Табу-донга. Другие их отряды заняли высоту 570 в 3, 2 на юго-запад от Ка-сана, что позволяло наблюдать за дорогой на Тэгу с восточной стороны. На следующее утро пять танков из 16-й разведроты были подготовлены для атаки блок-поста. Северокорейские войска находились на рисовых полях к западу и на холмах к востоку от дороги. Генерал Гей лично следил за ходом боя. Танки быстро выбили северокорейцев с рисового поля, но американская пехота потратила несколько часов на зачистку холмов на восточной стороне дороги.
7 сентября северокорейская артиллерия обстреливала батареи 9-го и 99-го батальонов полевой артиллерии, вынудив их отойти на другое место. Американская авиация и артиллерия наносили мощные удары по высотам 902 и 570. Хотя в ходе дня 1-я кавалерийская дивизия оставила почти все позиции, Уокер отдал приказ её командованию и 2-му корпусу ROK атаковать и захватить высоту 902 и Ка-сан. Он приказал 1-й дивизии ROK и американской 1-й кавалерийской дивизии определить границу между ними и поддерживать между собой физический контакт в ходе наступления.
Утром 8 сентября 3-й батальон 8-го кавалерийского полка под командованием подполковника Харольда К. Джонсона, отступивший ночью со своей позиции, попытался выбить северокорейцев с высоты 570. Три пика горы были скрыты туманом, что сделало невозможным поддержку пехоты авиацией, артиллерией и миномётным обстрелом. Джонсон направил три свои роты на штурм трёх вершин, две роты достигли поставленных целей: одна встретила слабое сопротивление, вторая рота застигла северокорейских солдат спящими на земле. Однако северокорейцам удалось вернуть вторую вершину контратакой. Главные силы северокорейцев находились на третьем, самом высоком из трёх пиков и удерживали его против наступления роты L. Командир роты I и старший помощник командира роты L были убиты, как и несколько унтер-офицеров. Около тысячи северокорейцев находились на высоте 870 в 13 км к северу от Тэгу. 8 сентября Уокер пришёл к выводу, что наиболее безотлагательной угрозой войск ООН на Пусанском периметре является непрекращающееся давление на восточный фланг 1-й кавалерийской дивизии.
В это же день командование 1-й кавалерийской дивизии отменило запланированное продолжение наступления на высоту 570 силами 3-го батальона 7-го кавалерийского полка, откуда северокорейцы угрожали высотам 314 и 660, расположенным соответственно к югу и востоку от высоты 570.

### Тэгу под угрозой
В разгар этих событий нехватка боеприпасов стала угрожающей для сил ООН. Ситуация была такова, что командующий силами ООН генерал армии Дуглас Макартур 9 сентября отправил послания, настаивая, чтобы два корабля с боеприпасами, которые находились на пути к Иокогаме и Пусану, несли 172.790 снарядов калибра 105 мм и должны были прибыть 11 сентября, проследовали на максимально возможной с точки зрения безопасности скорости. Командование восьмой армии 10 сентября сократило дневной расход гаубичных снарядов с 50 до 25 выстрелов на гаубицу. Патроны для карабинов также подходили к концу. 17-й батальон полевой артиллерии, оснащённый 8-дюймовыми гаубицами, прибыв в Корею, не смог принять участие в боях из-за нехватки боеприпасов.
1-я северокорейская дивизия начала выдвигаться в зону 1-й дивизии ROK вокруг фланга 1-й кавалерийской дивизии. 2-й полк 1-й северокорейской дивизии, насчитывавший 1.200 бойцов, прошёл 9, 7 км на восток от окрестностей высоты 902 к горе Пхальгонсан высотой в 1200 м. 10 сентября на рассвете полк поднялся на вершину горы, немного позднее прибыли свежие подкрепления. Северокорейцы атаковали позиции ROK, но южнокорейцам удалось отразить атаку, истребив при этом две трети атакующих.
Теперь большинство боевых частей 1-й кавалерийской дивизии было сконцентрировано на правом фланге дивизии к северу от Тэгу. 3-й батальон 7-го кавалерийского полка, приданный 8-му кавалерийскому полку, занял позиции позади 8-го полка на высотах 181 и 182 по обеим сторонам дороги. Оставшаяся часть 7-го кавалерийского полка (в течение дня к полку присоединился 1-й батальон) находилась в долине реки Кумхо в правой части тыла, между северокорейцами и аэродромом Тэгу, расположенным в 4,8 км северо-восточнее города. 5-й американский кавалерийский полк был расположен на холмах вдоль дороги на Вэгван в 13 км к северо-западу от Тэгу. На его левом фланге 8-й боевой сапёрный батальон находился в строю в качестве пехоты, имея задачу удерживать мост через реку Кумхо близ её впадения в реку Нактонган к востоку от Тэгу.
Бои, проходившие 11 сентября на севере Тэгу близ высот 660 и 314, были тяжёлыми и запутанными. В какой-то момент командование 1-й кавалерийской дивизии опасалось прорыва блокирующей позиции 3-го батальона 7-го кавалерийского полка. Стрелковые роты батальона были слабыми. Позднее Джонсон заявил, что роты 3-го батальона с численностью 100 человек были его штурмовыми ротами в течение дня.

### Высота 314
В то время как 3-й батальон 8-го кавалерийского полка 11 сентября вновь безуспешно атаковал высоту 570, северокорейцы захватили хребет высоты 314 в 3,2 км юго-восточнее высоты 570 и подобрались ещё ближе к Тэгу. Эти два горных массива соприкасались, их нижние склоны были друг от друга на расстоянии выстрела из лёгкого стрелкового оружия. Северокорейцы выбили 16-ю разведроту с высоты. Только 5-й учебный батальон ROK, поспешно выдвинувшийся из Тэгу на линию вспомогательной позиции, не дали северокорейцам установить полный контроль над горой. Этот батальон ROK всё ещё удерживал участок обратного склона высоты 314, куда уже спешил 3-й батальон 8-го кавалерийского полка с высоты 570, чтобы захватить позицию. Батальон ROK дважды ходил в наступление и достиг хребта, но не смог его удержать и окопался на южном нижнем склоне. Личному составу командного поста 3-го батальона 7-го кавалерийского полка пришлось 12 сентября вступить в бой с просочившимися северокорейцами, после того как был выпущен приказ о наступлении и подготовлена атака через линии 8-го кавалерийского полка против высоты 314.
Это наступление 12-го числа было частью масштабной контратаки американских и южнокорейских сил против 1-й и 13-й дивизий КНА в попытке остановить севернее Тэгу. 2-й батальон 7-го кавалерийского полка высвободил части ROK на высоте 660 к востоку от высоты 314 и получил задачу захватить высоту 314. Восточнее 1-я дивизия ROK получила задачу наступать с горы Пхальгонсан на гору Ка-сан. К тому времени северокорейцы удерживали высоту 314 близ Тэгу. Командование 13-й дивизии КНА осознавало важность этой высоты и разместило на ней 700 солдат. Высоту планировалось использовать как плацдарм для дальнейшего наступления на Тэгу. С неё наблюдатели могли обозревать Тэгу. Высота доминировала над более низкими холмами, обрамлявшими на юге долину Тэгу. Высота 314 — это южное возвышение (высотой в 500 м), находящееся близ восточной стороны высоты 570, отделённое от неё только глубоким оврагом. Южная точка поднимается на 314 м, скальная линия хребта длиной 1,6 км идёт на север и состоит из рядов бугров. Обе стороны горного массива очень крутые.
3-й батальон 7-го кавалерийского полка под командованием подполковника Джеймса Г. Линча накануне атаки насчитывал 535 чел., не считая его тыла. Батальон был собран в Форт-Беннинге, штат Джорджия из состава 30-го пехотного полка 3-й пехотной дивизии и прибыл в Корею в конце августа. Наступление 7-го кавалерийского полка на высоту 518, начавшееся девятью днями раньше, стало его первой боевой акцией. Атака высоты 314 — второй. Батальонный план атаки высоты на этот раз радикально отличался от плана атаки высоты 518, что стало первопричиной неудачи. Ключевым пунктом плана атаки высоты было наступление двумя ротами в ряд вдоль хребта с целью привести как можно больше стрелков на вершину узкой линии хребта, в отличие от плана атаки высоты 518, где солдаты могли вступать в бой только повзводно, а местами только по отделениям. Ввиду недостатка снарядов артиллерийской подготовки перед наступлением на высоту 314 не было, но авиация нанесла удар, перед тем как батальон Линча с ротой L на левом и ротой I на правом фланге 12 сентября в 11.00 пошёл в атаку с нижних склонов.
Когда батальон только начинал двигаться, он попал под обстрел 120-мм миномётов северокорейцев. На 460 м пути батальон встречал только спорадический обстрел из лёгкого стрелкового орудия и пулемётов, но затем огонь противника усилился, по американцам начали бить миномёты (огонь был предварительно зарегистрирован), что замедлило наступление. На левом фланге бойцы роты L наблюдали приблизительно 400 северокорейцев за подготовкой контратаки. Они запросили по радио авиаудар, но предназначенные для поддержки самолёты были на земле, заправляясь топливом. Тем не менее, американцам удалось отразить контратаку огнём артиллерии, миномётов и лёгкого стрелкового оружия. В 14.00 самолёты нанесли удар, обработав площадь вершины и северного склона хребта. К этому времени силы ООН понесли многочисленные потери от миномётного огня, отделения рот L и I перемешались. Но, в отличие от боя на высоте 518, люди продолжили наступление в основном по собственной воле, несмотря на потерю большинства офицеров. Многие ротные офицеры были ранены, но отказались от эвакуации и шли дальше в наступление. Через 15 минут после авиаудара 3-й батальон подошёл к гребню хребта. Когда они приблизились к вражеским позициям, северокорейцы оставили укрытия и бросились в яростную контратаку, завязался рукопашный бой. Некоторым бойцам удалось взойти на гребень, но северокорейский миномётный и пулемётный огонь вынудил их отойти. Американцы второй раз поднялись на гребень, но опять не смогли его удержать. Авиация нанесла новый удар по северокорейцам. В третий раз командир роты повёл людей на вершину. Бойцы вскарабкались по склону крутизной в 60 градусов, отделявшему их от вершины, подошли вплотную к противнику и захватили северокорейские позиции. Оставшиеся в строю бойцы из двух рот зачистили высоту и объединились. В роте L осталось меньше 40 боеспособных солдат, в роте I около 40, кроме того, в роте I не осталось офицеров.
Гей посчитал это сражение настолько выдающимся, что провёл специальное исследование. Он установил, что в первые два часа 3-й батальон потерял в бою 229 человек. Из них 38 человек были убиты, а 167 ранены, оставшаяся часть присоединилась к южнокорейцам. Медпункт батальона доложил о лечении 130 пострадавших. Другие раненые получили помощь в медпункте 8-го кавалерийского полка. Многие бойцы, получившие лёгкие ранения, не обращались за медицинской помощью, пока сражение не подошло к концу. Было отмечено 5 случаев боевой психической травмы по сравнению с 18 на высоте 518. 80 % потерь было вызвано обстрелом северокорейских миномётов.
Следующие 6 дней батальон удерживал высоту 314 и собрал большое число северокорейского вооружения и боеприпасов. Северокорейцы на высоте 314 носили американскую униформу, каски и военные ботинки, у многих были винтовки М1 и карабины. На высоте погибло около 200 северокорейцев. Из остальных 500 (по оценкам находившихся на высоте) большинство было ранено или пропало без вести. Всплыли несколько военных преступлений, совершённых северокорейцами в ходе боя за высоту 314. 12 сентября во время последней стадии боя бойцы нашли американского офицера, он был связан, облит бензином и сожжён. Спустя два дня солдаты батальона нашли на вершине тела четырёх американских солдат со связанными руками. Тела носили доказательства того, что погибшие были заколоты штыками и застрелены, будучи связанными.

### Заключительные манёвры
После захвата высоты 314 12 сентября ситуация [для сил ООН] на севере Тэгу улучшилась. 14 сентября 2-й батальон 8-го кавалерийского полка пошёл в наступление и при поддержке огнём с высоты 314 захватил часть высоты 570, которую занимал 19-й полк 13-й дивизии КНА.
На правом фланге у стыка армий 1-я дивизия ROK продолжила наступление на северо-запад и двигалась к хребту горы Ка-сан. В сумерках 14 сентября 11-й полк ROK захватил высоту 755, в то же время части 15-го полка ROK захватили каменные валы в районе горы. В ходе ночи и дня 15 сентября части ROK и КНА сражались на многих пунктах высокого горного хребта, простирающегося от горы Ка-сан на юго-восток к высотам 755 и 783 и Пхальгосану. Пленные, захваченные южнокорейцами, показали, что на хребте находится около 800 северокорейцев. Командование 1-й дивизии ROK позднее установили, что внутри укреплённого периметра на горе Ка-сан находится около 3 тыс. северокорейцев и около 1,5-2 тыс. вне периметра близ гребня хребта. К тому времени большая часть 1-й дивизии КНА постепенно отступала от горы Ка-сан и её окрестностей. По всем знакам 13-я дивизия КНА также отступала на север. Воздушные наблюдатели доложили 14 сентября, что около 500 северокорейцев двигаются на север от Табу-донга. Всё же, несмотря на обнадёживающие сведения, Уокер продолжил подготовку к последнему раунду обороны Тэгу. В качестве меры обороны 14 батальонов южнокорейской полиции окопались вокруг города.
Бои к северу от Тэгу не ослабевали и 15 сентября. 2-й батальон 8-го кавалерийского полка всё ещё сражался за контроль над высотой 570 на восточной стороне шоссе табу-донг. На другой стороне 2-й 8-го кавалерийского полка атаковал высоту 401, где северокорейские войска просочились через дыру между 8-м и 5-м кавалерийскими полками. Битва за высоту 401 была особенно ожесточённой. К приходу ночи на высоте находились войска обеих сторон.

### Отступление северокорейцев
Контратака сил ООН в Инчхоне привела к коллапсу северокорейцев, силы ООН перерезали основные линии снабжения и пути подброски подкреплений противника. 19 сентября войска ООН обнаружили, что ночью северокорейцы покинули большую часть позиций Пусанского периметра. Части ООН начали наступать со своих оборонительных позиций и захватили северокорейские позиции. Большинство северокорейских частей приступили к сдерживающим действиям, пытаясь дать возможность как можно большей части армии выйти в Северную Корею. Отступление северокорейцев началось в ночь с 18 на 19 сентября из области Масана. После отступления сил у Масана оставшаяся часть северокорейских армий начала быстро отступать на север. Американские части, быстро двигаясь на север, преследовали их, оставляя позиции на реке Нактонган, которые утратили свою стратегическую важность.

## Послесловие
13-я и 1-я дивизии КНА были почти полностью уничтожены в битвах. К началу наступления 1 сентября 1-я дивизия насчитывала 5 тыс. чел., 13-я — 9 тыс. К октябрю только 2 тыс. чел. из 1-й дивизии смогли отступить в Северную Корею. Большая часть [личного состава] дивизии была убита, попала в плен или дезертировала. 13-я дивизия КНА была полностью истреблена. Известно, что только несколько изолированных группировок дивизии смогли вернуться в Северную Корею. Большинство офицеров дивизии, включая командира артиллерии, дивизионного хирурга, начальника штаба и двух из трёх полковых командиров. Когда 19-й полк КНА капитулировал в Танянге, в его рядах было только 167 человек. Из первоначальных 9 тыс. человек в северную Корею вернулись не более нескольких сотен. Весь 2-й корпус КНА был в том же состоянии. Северокорейская армия, истощённая в боях за Пусанский периметр и отрезанная после высадки в Инчхоне, оказалась на грани разгрома.
К этому времени в ходе боёв за Пусанский периметр 1-я американская кавалерийская дивизия потеряла 770 убитыми 2613 ранеными 62 пленными. В это число входят 600 убитых, в том числе 200 погибших в битве за Тэгу в августе. Атаки американских войск постоянно отражались противником, но им удалось воспрепятствовать прорыву Пусанского периметра северокорейцами. К 1 сентября дивизия насчитывала 14.703 человека, но, несмотря на потери, находилась на отличной позиции для наступления. Южнокорейские потери в битве было трудно предсказать, но они также считаются тяжёлыми. К 1 сентября 1-я дивизия ROKА насчитывала 10.482 человека.